# Brachynema cinctum

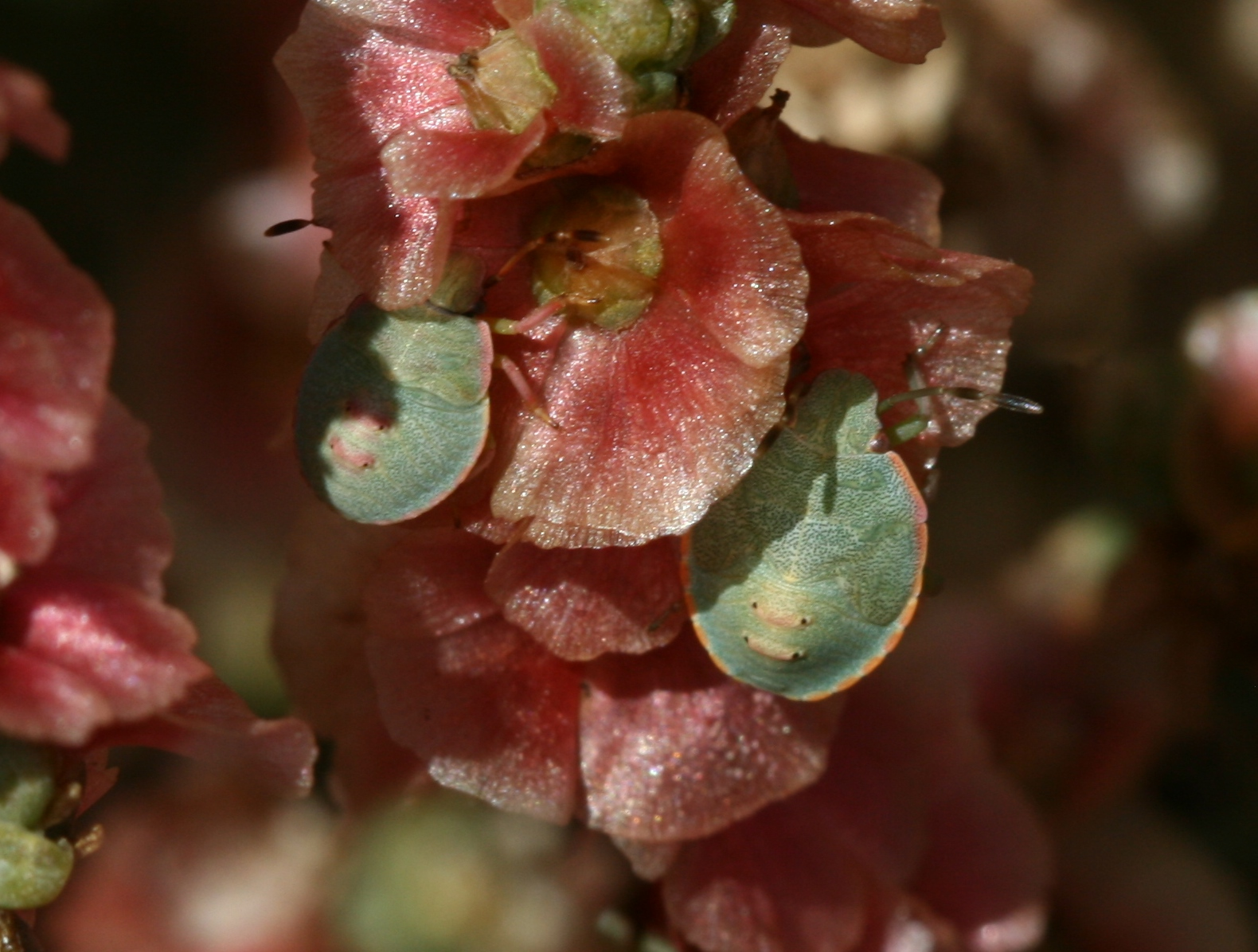
Nymphen von Brachynema cinctum

Brachynema cinctum ist eine Wanzenart aus der Familie der Baumwanzen (Pentatomidae).

## Merkmale
Die grünlich gefärbten Wanzen werden 8 bis 11 Millimeter lang. Sie besitzen eine ovale Gestalt. Die vorderen Seiten des Halsschildes sowie das Connexivum (auf der Seite sichtbarer Teil des Abdomens) sind gelb oder rötlich gefärbt. An der vorderen Seite des Halsschildes befindet sich an der Seite ein kleiner schwarzer Fleck. Das untere Ende des Schildchens (Scutellum) ist abgerundet und gelb gefärbt. Die Membran ist rosafarben.

## Verbreitung
Die Art ist im Mittelmeerraum weit verbreitet, aber selten.
Das Verbreitungsgebiet reicht von Spanien über Südfrankreich, Italien, Kroatien, Griechenland bis nach Zypern. Außerdem ist die Wanzenart auf den Kanarischen Inseln vertreten.

## Lebensweise
Salzhaltige Sumpfgebiete in der Küstenregion des Mittelmeeres bilden den typischen Lebensraum von Brachynema cinctum. Man findet die Wanzen häufig an Strand-Sode (Suaeda maritima). Flugzeit der adulten Wanzen ist im Spätsommer (August und September).

## Ähnliche Arten
Brachynema germarii sieht Brachynema cinctum sehr ähnlich, wird jedoch länger. Dadurch erscheint der Hinterleib und das Schildchen schlanker. Das untere Ende des Schildchens ist ebenfalls gelb gefärbt, aber wesentlich spitziger bzw. weniger gerundet wie bei Brachynema cinctum. Außerdem fehlt bei Brachynema germarii der schwarze Fleck an der vorderen Seite des Halsschildes und die Membran ist transparent.

## Systematik
Aus der Literatur ist folgendes Synonym bekannt:
- Cimex cinctum Fabricius, 1775